# 蠡吾県 (山東省)
蠡吾県（れいご-けん）は、中国にかつて存在した県。現在の山東省済南市章丘区西部に相当する。
南北朝時代、南朝宋により設置された。北斉により廃止された。